# Wimbledon 1982
De 96e editie van het Britse grandslamtoernooi, Wimbledon 1982, werd gehouden van maandag 21 juni tot en met zondag 4 juli 1982. Voor de vrouwen was het de 89e editie van het graskampioenschap. Het toernooi werd gespeeld bij de All England Lawn Tennis and Croquet Club in de wijk Wimbledon van de Britse hoofdstad Londen.
Dit was de eerste editie van Wimbledon waarin ook de junioren in het dubbelspel uitkwamen. Het was tevens de eerste editie waar tennis geprogrammeerd was op de tweede zondag. In 1972 was er al eens gespeeld op de tweede zondag, vanwege regenval op de zaterdag, maar de tweede zondag was destijds niet voorafgaand aan het toernooi geprogrammeerd. Op de eerste zondag tijdens het toernooi (Middle Sunday) werd traditioneel niet gespeeld.
Het toernooi van 1982 trok 316.064 toeschouwers.

## Belangrijkste uitslagen
Mannenenkelspel

Finale: Jimmy Connors (Verenigde Staten) won van John McEnroe (Verenigde Staten) met 3-6, 6-3, 6-7, 7-6, 6-4
Vrouwenenkelspel

Finale: Martina Navrátilová (Verenigde Staten) won van Chris Evert-Lloyd (Verenigde Staten) met 6-1, 3-6, 6-2
Mannendubbelspel

Finale: Peter McNamara (Australië) en Paul McNamee (Australië) wonnen van Peter Fleming (Verenigde Staten) en John McEnroe (Verenigde Staten) met 6-3, 6-2
Vrouwendubbelspel

Finale: Martina Navrátilová (Verenigde Staten) en Pam Shriver (Verenigde Staten) wonnen van Kathy Jordan (Verenigde Staten) en Anne Smith (Verenigde Staten) met 6-4, 6-1
Gemengd dubbelspel

Finale: Anne Smith (Verenigde Staten) en Kevin Curren (Zuid-Afrika) wonnen van Wendy Turnbull (Australië) en John Lloyd (Groot-Brittannië) met 2-6, 6-3, 7-5
Meisjesenkelspel

Finale: Catherine Tanvier (Frankrijk) won van Helena Suková (Tsjecho-Slowakije) met 6-2, 7-5
Meisjesdubbelspel

Finale: Penny Barg (Verenigde Staten) en Beth Herr (Verenigde Staten) wonnen van Barbara Gerken (Verenigde Staten) en Gretchen Rush (Verenigde Staten) met 6-1, 6-4
Jongensenkelspel

Finale: Pat Cash (Australië) won van Henrik Sundström (Zweden) met 6-4, 6-7, 6-3
Jongensdubbelspel

Finale: Pat Cash (Australië) en John Frawley (Australië) wonnen van Rick Leach (Verenigde Staten) en John Ross (Verenigde Staten) met 6-3, 6-4

## Toeschouwersaantallen en bezoekerscapaciteit
|           |        | Eerste week |         | Tweede week |         | Derde week |
| --------- | ------ | ----------- | ------- | ----------- | ------- | ---------- |
| Maandag   |        | 24.445      |         | 25.431      |         | 53         |
| Dinsdag   | 20.524 | 25.264      |         |             |         |            |
| Woensdag  | 29.282 | 29.672      |         |             |         |            |
| Donderdag | 30.159 | 22.068      |         |             |         |            |
| Vrijdag   | 27.599 | 21.746      |         |             |         |            |
| Zaterdag  | 26.917 | 18.360      |         |             |         |            |
| Zondag    | –      | 14.597      |         |             |         |            |
| Totaal    |        | 316.064     | 316.064 | 316.064     | 316.064 | 316.064    |

|  | = slecht weer (meer dan twee uur niet gespeeld) |
|  | = gehele dag niet gespeeld, vanwege de regen    |

| Baan                           | Zitplaatsen                    | Staanplaatsen                  |                                | Baan                           | Zitplaatsen   |
| ------------------------------ | ------------------------------ | ------------------------------ | ------------------------------ | ------------------------------ | ------------- |
| Centre Court                   | 11.539                         | 2.400                          |                                | Court No. 9                    | –             |
| Court No. 1                    | 6.286                          | 1.500                          | Court No. 10                   | –                              |               |
| Court No. 2                    | 2.020                          | 1.000                          | Court No. 11                   | –                              |               |
| Court No. 3                    | 800                            | –                              | Court No. 12                   | –                              |               |
| Court No. 4                    | –                              | –                              | Court No. 13                   | 1.450                          |               |
| Court No. 5                    | –                              | –                              | Court No. 14                   | 740                            |               |
| Court No. 6                    | 250                            | –                              | Court No. 15                   | –                              |               |
| Court No. 7                    | 250                            | –                              | Court No. 16                   | –                              |               |
| Court No. 8                    | –                              | –                              | Court No. 17                   | –                              |               |
| Totaal zitplaatsen             | Totaal zitplaatsen             | Totaal zitplaatsen             | Totaal zitplaatsen             | Totaal zitplaatsen             | 23.335        |
| Totaal staanplaatsen           | Totaal staanplaatsen           | Totaal staanplaatsen           | Totaal staanplaatsen           | Totaal staanplaatsen           | 4.900         |
|                                |                                |                                |                                |                                |               |
| Bezoekerscapaciteit tennispark | Bezoekerscapaciteit tennispark | Bezoekerscapaciteit tennispark | Bezoekerscapaciteit tennispark | Bezoekerscapaciteit tennispark | 31.000-32.000 |

1877 · 1878 · 1879 · 1880 · 1881 · 1882 · 1883 · 1884 · 1885 · 1886 · 1887 · 1888 · 1889 · 1890 · 1891 · 1892 · 1893 · 1894 · 1895 · 1896 · 1897 · 1898 · 1899 · 1900 · 1901 · 1902 · 1903 · 1904 · 1905 · 1906 · 1907 · 1908 · 1909 · 1910 · 1911 · 1912 · 1913 · 1914 · 1915–1918 · 1919 · 1920 · 1921 · 1922 · 1923 · 1924 · 1925 · 1926 · 1927 · 1928 · 1929 · 1930 · 1931 · 1932 · 1933 · 1934 · 1935 · 1936 · 1937 · 1938 · 1939 · 1940–1945 · 1946 · 1947 · 1948 · 1949 · 1950 · 1951 · 1952 · 1953 · 1954 · 1955 · 1956 · 1957 · 1958 · 1959 · 1960 · 1961 · 1962 · 1963 · 1964 · 1965 · 1966 · 1967
↓ open tijdperk ↓
1968 (m-v-md-vd-gd) · 1969 (m-v-md-vd-gd) · 1970 (m-v-md-vd-gd) · 1971 (m-v-md-vd-gd) · 1972 (m-v-md-vd-gd) · 1973 (m-v-md-vd-gd) · 1974 (m-v-md-vd-gd) · 1975 (m-v-md-vd-gd) · 1976 (m-v-md-vd-gd) · 1977 (m-v-md-vd-gd) · 1978 (m-v-md-vd-gd) · 1979 (m-v-md-vd-gd) · 1980 (m-v-md-vd-gd) · 1981 (m-v-md-vd-gd) · 1982 (m-v-md-vd-gd) · 1983 (m-v-md-vd-gd) · 1984 (m-v-md-vd-gd) · 1985 (m-v-md-vd-gd) · 1986 (m-v-md-vd-gd) · 1987 (m-v-md-vd-gd) · 1988 (m-v-md-vd-gd) · 1989 (m-v-md-vd-gd) · 1990 (m-v-md-vd-gd) · 1991 (m-v-md-vd-gd) · 1992 (m-v-md-vd-gd) · 1993 (m-v-md-vd-gd) · 1994 (m-v-md-vd-gd) · 1995 (m-v-md-vd-gd) · 1996 (m-v-md-vd-gd) · 1997 (m-v-md-vd-gd) · 1998 (m-v-md-vd-gd) · 1999 (m-v-md-vd-gd) · 2000 (m-v-md-vd-gd) · 2001 (m-v-md-vd-gd) · 2002 (m-v-md-vd-gd) · 2003 (m-v-md-vd-gd) · 2004 (m-v-md-vd-gd) · 2005 (m-v-md-vd-gd) · 2006 (m-v-md-vd-gd) · 2007 (m-v-md-vd-gd) · 2008 (m-v-md-vd-gd) · 2009 (m-v-md-vd-gd) · 2010 (m-v-md-vd-gd) · 2011 (m-v-md-vd-gd) · 2012 (m-v-md-vd-gd) · 2013 (m-v-md-vd-gd) · 2014 (m-v-md-vd-gd) · 2015 (m-v-md-vd-gd) · 2016 (m-v-md-vd-gd) · 2017 (m-v-md-vd-gd) · 2018 (m-v-md-vd-gd) · 2019 (m-v-md-vd-gd) · 2020 · 2021 (m-v-md-vd-gd) · 2022 (m-v-md-vd-gd) · 2023 (m-v-md-vd-gd) · 2024 (m-v-md-vd-gd)
Lijst van Wimbledonwinnaars · Toernooien per editie